# Screaming Trees
Screaming Trees (МФА: [ˈskriːmɪŋ triːz]) — американская рок-группа из Элленсберга, штат Вашингтон, просуществовавшая с 1985 по 2000 год. В первоначальном составе были: Марк Ланеган у микрофона, Гэри Ли Коннер с гитарой, его брат Ван Коннер с бас-гитарой и Марк Пикерел за барабанной установкой. Пикерел вскоре был заменён Барреттом Мартином и в таком составе коллектив выпустил наиболее успешные свои работы. В арсенале Screaming Trees восемь студийных альбомов, четыре мини-альбома и семь синглов. Жанр можно охарактеризовать как гранж с элементами психоделической музыки и хард-рока.

## 1985−1989
Братья Коннер с Марком Ланеганом и Марком Пикрелом формируют Screaming Trees в 1985 году в Эллинсберге, маленьком городке на расстоянии чуть более ста миль от Сиэтла. Вместе их собирает общее увлечение панком, гаражной музыкой и классическим роком. Группа репетировала в магазине видео-проката семьи Коннер, свой первый мини-альбом Other Worlds они записали летом 85-го на студии Creative Fire Recording в Эллинсберге. Первый студийный альбом Clairvoyance вышел год спустя на лейбле Velvetone Records и представлял собой смесь психоделической музыки и хард-рока. При помощи Стива Фиска альбом попал во внимание Грэга Джинна и Screaming Trees подписали контракт с SST Records. На этом лейбле группа выпустила три альбома в период с 1987 по 1989: Even If and Especially When, Invisible Lantern и Buzz Factory. Параллельно коллектив давал концерты в США с такими группами как Firehose и Meat Puppets.

## 1990−2000
В 1990 году группа подписала контракт с крупным лейблом Epic Records и год спустя записала пятый студийный альбом Uncle Anesthesia, спродюсированный вокалистом Soundgarden Крисом Корнеллом. Альбом включал в себя песню «Bed of Roses», ставшую первым крупным хитом Screaming Trees. Альбом Uncle Anesthesia продаётся лучше, чем все их предыдущие альбомы. В то же время выходит невероятно успешный Nevermind группы Nirvana, благодаря чему широкой публике становится известна остальная часть сцены Сиэтла: Alice in Chains, Pearl Jam и Soundgarden. Screaming Trees же по-прежнему остаются на втором плане. В 1992 году Марка Пикерела сменяет Барретт Мартин и вместе с новым барабанщиком выходит шестой альбом Sweet Oblivion. Альбом включал в себя хиты «Nearly Lost You», «Dollar Bill» и «Shadow of the Season», успешные как на радио-станциях, так и на телеэкране. В США было продано 300 000 экземпляров Sweet Oblivion. Группа поддерживает новый альбом годичным туром, в ходе которого между участниками коллектива впервые чувствуется напряжённость. Screaming Trees берёт четырёх-годичный перерыв. Последний альбом Dust выходит в 1996 году и порождает хиты «All I Know» и «Dying Days». Хоть альбом и был весьма успешным в чартах, а также сделал группу известной за пределами США, он не соответствовал предыдущей работе Sweet Oblivion. В 1999 году группа записывает некоторый материал для нового альбома, но из-за ряда разногласий как между собой, так и с лейблом он так и не выходит. В 2000 году коллектив объявляет о своём распаде.

## После Screaming Trees
Марк Ланеган какое-то время играл в Queens of the Stone Age с Джошем Хомме и в The Gutter Twins с Грегом Дулли. Он выпустил три успешных альбома дуэтом с Изобель Кэмпбелл, один из них был номинирован Mercury Prize. Также Марк выпустил восемь весьма удачных сольных альбомов.
Гэри Ли Коннер пел в The Purple Outside и Microdot Gnome, вместе с Хомме выпустил мини-альбом Grasshopper's Daydream/Behind The Smile.
Ван Коннер основал группу Gardener, также внёс вклад в другие проекты, в том числе брата Гэри Ли и Марка Ланегана.
Барретт Мартин работал в Stone Temple Pilots и R.E.M., выпустил два малоуспешных сольных альбома, в настоящее время играет в группе Minus 5. Также, вместе с Марком Ланеганом, готовит второй альбом группы Mad Season.
22 июня 2011 года было объявлено о выходе неизданного материала Screaming Trees 1999 года. В доработке альбомы приняли участие Джек Эндино и Барретт Мартин. Last Words: The Final Recordings вышел 2 августа того же года.

## Участники
- Марк Ланеган — вокал, гитара (1985—2000; умер в 2022)
- Гэри Ли Коннер — гитара, бэк-вокал (1985—2000)
- Ван Коннер — бас-гитара, бэк-вокал (1985—2000; умер в 2023)
- Марк Пикерел — ударные (1985—1991)
- Баррет Мартин — ударные, перкуссия (1991—2000)
- Джош Хомме — ритм-гитара (1996—1998)

### Только на гастролях
- Донна Дрэш — бас-гитара (1988, 1991)
- Шон Холлистер — барабаны (1991)
- Дэн Питерс — барабаны (1991)

## Дискография

### Альбомы
- Clairvoyance (альбом)[англ.] (1986)
- Even If and Especially When[англ.] (1987)
- Invisible Lantern[англ.] (1988)
- Buzz Factory[англ.] (1989)
- Uncle Anesthesia[англ.] (1991)
- Sweet Oblivion (1992)
- Dust[англ.] (1996)
- Last Words: The Final Recordings[англ.] (2011)

### Мини-альбомы
- Other Worlds (1985)
- Beat Happening/Screaming Trees (1988)
- Something About Today (1990)
- Change Has Come (1991)
- Winter Songs Tour Tracks (1992)

### Синглы
- Bed of Roses (1991)
- Nearly Lost You (1992)
- Shadow of the Season (1993)
- Dollar Bill (1993)
- All I Know (1996)
- Dying Days (1996)
- Sworn and Broken (1996)

### Компилляции
- Anthology: SST Years 1985-1989 (1991)
- Nearly Lost You (2001)
- Ocean of Confusion: Songs of Screaming Trees 1989-1996 (2005)